# ورزشگاه استاد دو فرانس
استاد دو فرانس (به فرانسوی: Stade de France) استادیوم است واقع در محله سن دنی، سن سن دنی در حومه پاریس. گنجایش این ورزشگاه ۸۱٬۳۳۸ نفر است. این استادیوم جهت برگزاری بازی‌های فوتبال، راگبی و شطرنج مورد استفاده قرار می‌گیرد.
این و استادیوم تاکنون شاهد برگزاری بازی‌های مهمی چون جام جهانی فوتبال ۱۹۹۸ بین فرانسه و برزیل، فینال جام‌جهانی راگبی در سال ۲۰۰۷، مسابقات جام‌جهانی دو و میدانی در سال ۲۰۰۳، فینال جام کنفدراسیون‌ها در سال ۲۰۰۳ و فینال‌های جام قهرمانی باشگاه‌های اروپا در سال‌های ۲۰۰۰ میان والنسیا و رئال مادرید و سال ۲۰۰۶ میان آرسنال و بارسلونا و سال ۲۰۲۲ رئال مادرید و لیورپول بوده‌است.

## تاریخچه
استاد دو فرانس استادیوم ملی فرانسه محسوب می‌شود. این استادیوم به منظور برگزاری بازی‌های جام‌جهانی ۱۹۹۸ ساخته شد. جام‌جهانی راگبی نیز که سابقاً در ورزشگاه پارک دپرنس انجام شده بود نیز به این استادیوم  منتقل شد. این استادیوم در تاریخ ۲۸ ژانویه سال ۱۹۹۸ پس از ۳۰ ماه کار به مناسبت بازی دوستانه بین تیم‌های فوتبال اسپانیا و فرانسه گشایش یافت.

## ساختار
این استادیوم در زمینی به مساحت ۲۴٫۷ هکتار ساخته شده‌است. این استادیوم قابلیت جابجایی زمین را داراست، به‌طوری‌که زمین مسابقات برای اجرای مسابقات دو و میدانی قابل جابجایی و حرکت است. سقف این استادیوم ۶ هکتار مساحت داشته و ۴۲ متر بالاتر از سطح جایگاه تماشاچیان قرار دارد.
این استادیوم همچنین شامل ۲۰۰۰ متر مربع دفتر کار، ۳ رستوران، ۴۵ بار، ۱ فروشگاه و ۶٬۰۰۰ پارکینگ می‌شود. برای ساخت این استادیوم از ۳۲٬۰۰۰ تن فلز و ۱۵۰۰ کارگر بهره گرفته شده‌است.

## اجرای کنسرت
بسیاری از گروه‌های موسیقی تاکنون در این استادیوم به اجرای موسیقی پرداخته‌اند. از جمله می‌توان به گروه پلیس اشاره کرد. سلین دیون نیز در سال ۱۹۹۹ به اجرای کنسرت در این استادیوم پرداخت، که رکورد حضور جمعیت را در این استادیوم شکست. در ۲ شب اجرای این کنسرت هر شب ۹۰٬۰۰۰ تماشاچی در استادیوم حاضر شدند.
مدونا نیز در تاریخ ۲۰ و ۲۱ سپتامبر ۲۰۰۸ تحت بخشی از تور جهانی خود اقدام به اجرای کنسرت در این استادیوم کرد.